# 哈奇
哈奇，是匈牙利绍莫吉州所辖的一个村。总面积21.28平方公里，总人口383，人口密度18.0人/平方公里（2011年1月1日）。